# Wilhelm d’Autremencourt
Wilhelm d’Autremencourt (zm. 1294) – francuski baron Salony w latach 1258–1294.

## Życiorys
Był synem Tomasza II d’Autremencourt i jego żony córki Wilhelma II Villehardouin. Jego następcą był jego syn Tomasz III d’Autremencourt.